# Владимировский сельский совет (Томаковский район)
Владимировский сельский совет (укр. Володимирівська сільська рада) — входит в состав
Томаковского района
Днепропетровской области
Украины.
Административный центр сельского совета находится в 
с. Высокое.

## Населённые пункты совета
- с. Высокое
- с. Анновка
- с. Грушевое
- с. Запорожская Балка
- с. Запорожское
- с. Миролюбовка
- с. Новониколаевка
- с. Новоукраинка
- с. Садовое
- с. Степановка
- с. Урожайное
- с. Новомихайловка